# Городище

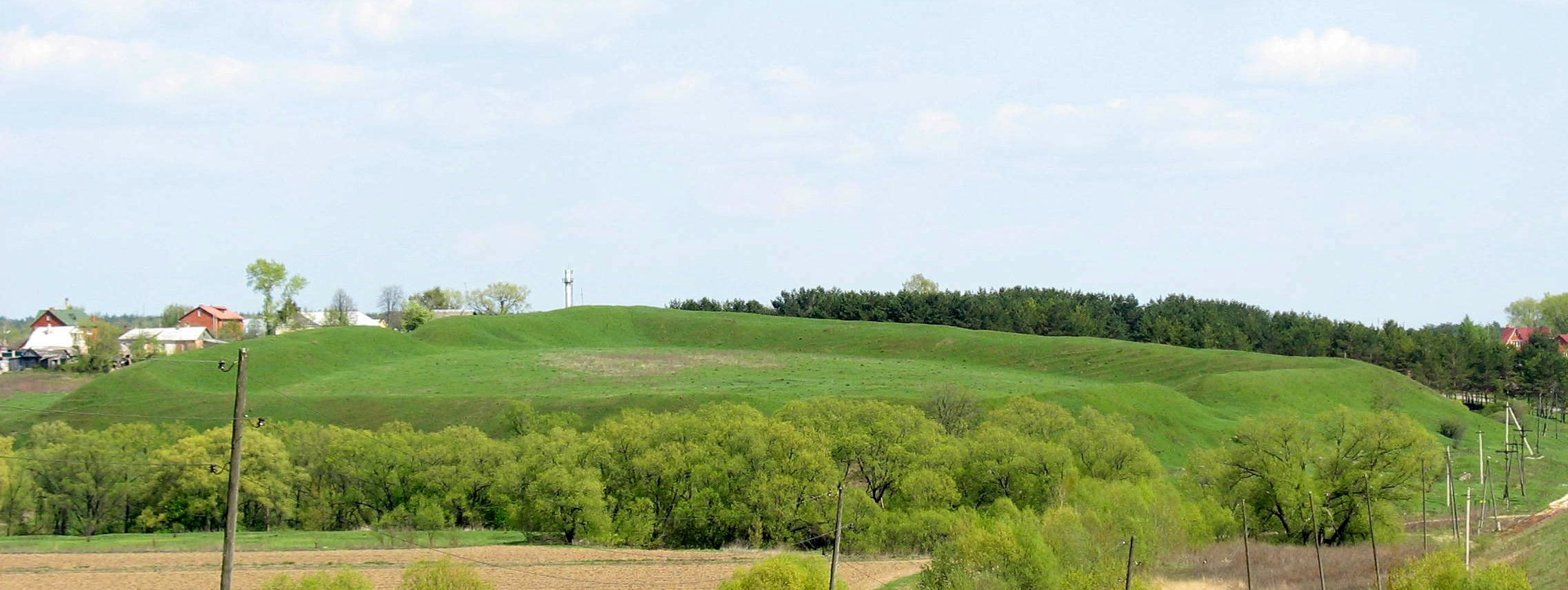
Старая Кашира (городище) XVI—XVII веков

Городи́ще — тип археологического памятника, бывшее укреплённое поселение (город, замок, святилище, феодальная усадьба), окружённое, как правило, земляными валами и рвами. Прослеживаемые на городищах оборонительные сооружения могли быть самыми разнообразными по конструкции и материалу — земляными, дерево-земляными, глинобитными, каменными или кирпичными. Известны городища-убежища, на территории которых почти отсутствует культурный слой. Некоторые хорезмские и скифские городища выполняли роль загонов для стад.

## Термин
Термин «городище» в значении остатков поселения употреблялся ещё в русских летописях. Городище как тип археологического памятника охватывает периоды от энеолита до Нового Времени (XVI—XVII века), однако наиболее характерен для железного века.

## Структура и типология

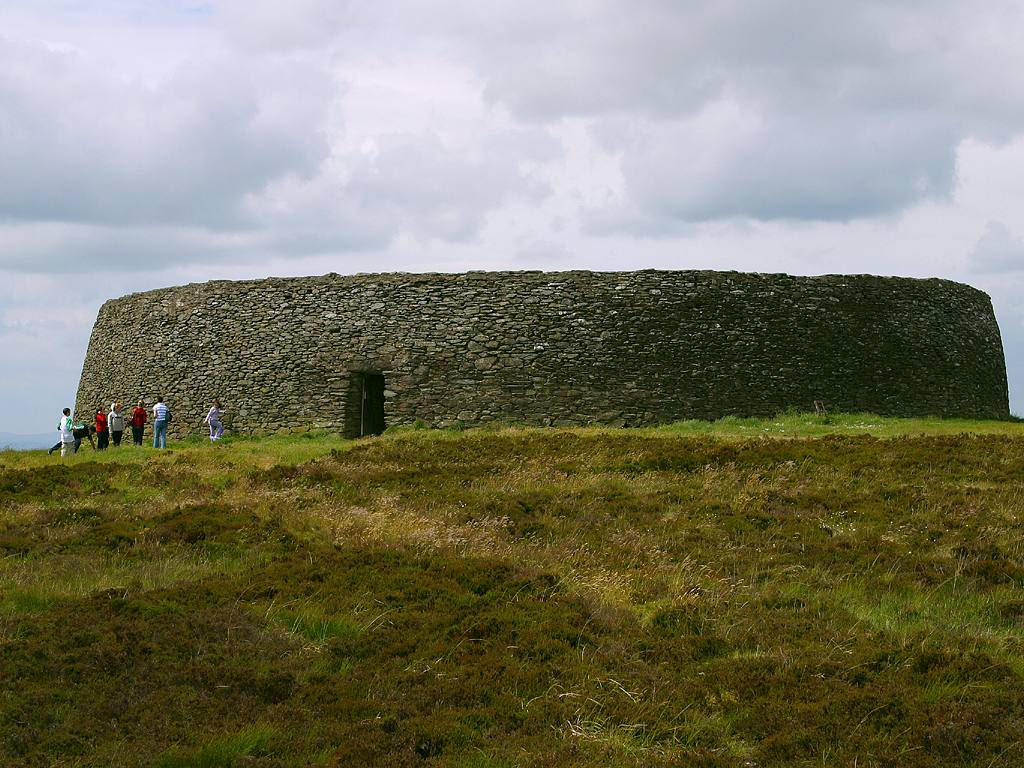
Грианан Айлеха VI—XII вв., Ирландия

Остатки городища в виде земляных валов или каменных стен обычно возвышаются над окружающей почвой. Городища могут состоять из нескольких отдельных частей, к примеру, из цитадели (детинца) и окольного города. В большинстве случаев к городищу примыкали селища (посады), нередко превосходящие его по площади. В окрестностях городищ часто прослеживаются могильники. А. В. Куза принимал за остатки полноценных городов древнерусские городища размером не менее 2,5 га. В зависимости от использования рельефа местности он различал несколько планировочных типов городищ. Так, многие городища располагаются в труднодоступных местах: на мысах, холмах, останцах, выступах, отрогах, иногда на островах или среди болот. При мысовой схеме городища ограждались с напольной стороны искусственными сооружениями: земляными валами, стенами и рвами. Вершина вала так же, как и край площадки городища, укреплялась высоким частоколом или стеной из горизонтальных брёвен, вложенных между вертикальными столбами. Городища, использовавшие рельеф местности, как правило, имеют треугольную или неправильную овальную форму. В тех случаях, когда городища не зависели от рельефа местности и полагались в первую очередь на искусственные преграды, их очертания имели более правильную форму — круга, четырёхугольника, трапеции.

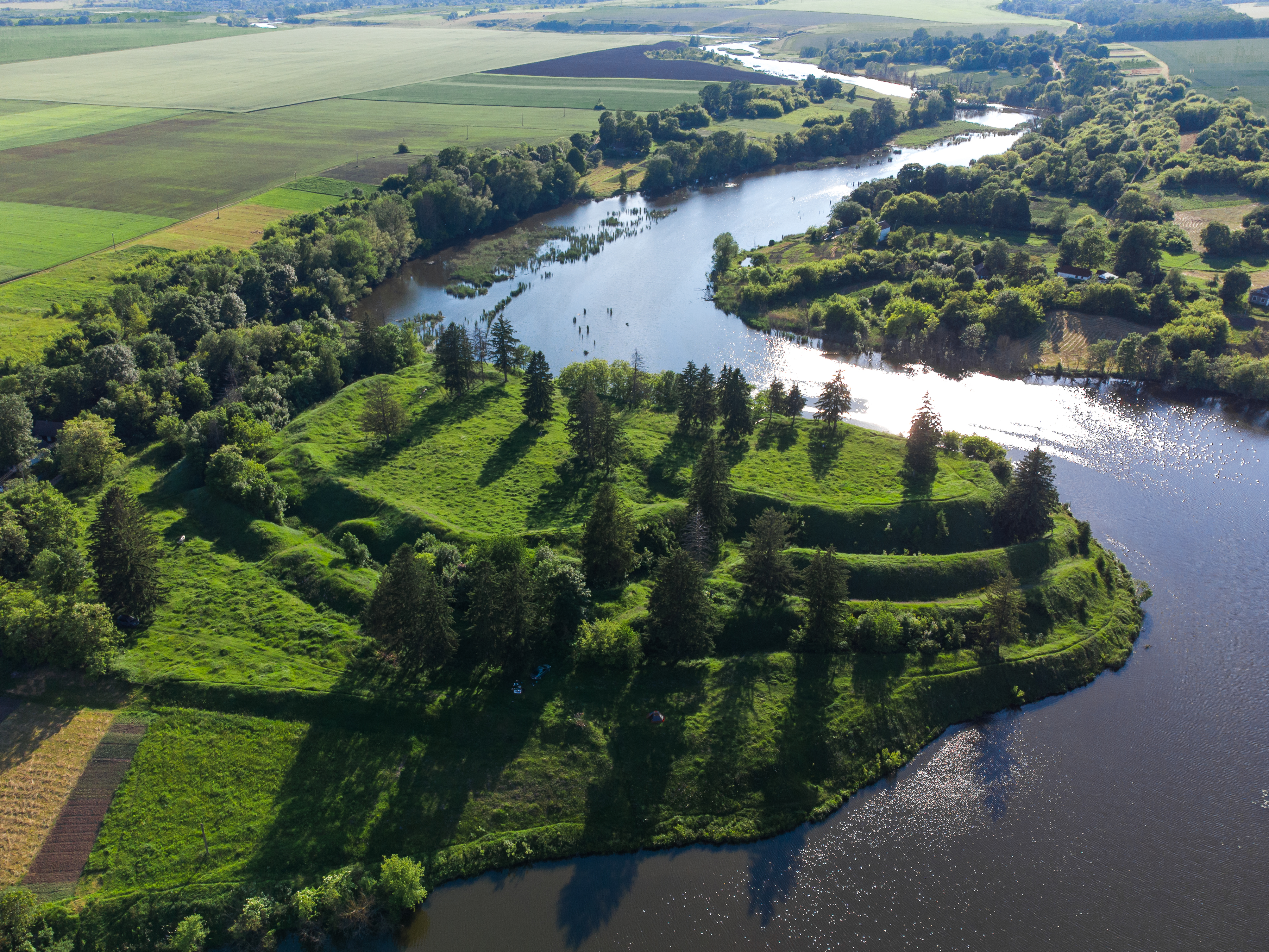
Древнерусское городище Губин (Хмельницкая область) с четырьмя линиями валов

Городища могут иметь несколько линий обороны. Встречаются довольно мощные укрепления, состоящие из системы двух — трёх валов и рвов между ними, именуемые городищами-замками. Древнерусские поселения этого типа обычно небольшие (площадью от 500 до 2000 м²), занимают, как правило, удобное ландшафтное местоположение на высоких местах при слиянии рек, ручьёв, оврагов.